# Het Fortuyn
Het Fortuyn is een windkorenmolen uit Delft uit 1696 en in 1918-1920 op het terrein van het Nederlands Openluchtmuseum in Arnhem herbouwd. 
Oorspronkelijk werd hij in 1696 als de "Slikmolen" aan de noordkant van Delft gebouwd. De molen werd door de Frans-Hollandse Oliefabrieken Calvé-Delft en de Nederlandsche Gist- en Spiritusfabriek aan het museum geschonken. Deze stellingmolen is een dynamisch museumstuk. 
De Fortuin heeft vijf koppels maalstenen: 3 koppels blauwe 17der stenen, 1 koppel 16der blauwe stenen, 1 pitsteen met een tussendrijfwerk met riemoverbrenging, en een waaierij. Een koppel stenen is maalvaardig.
Het is mogelijk de molen te bezoeken gedurende de openingstijden van het museum.
Het 26,50 m grote gevlucht is Oud-Hollands opgehekt. De uit 2012 stammende roeden zijn gelast door de firma Vaags. De binnenroede heeft nummer 287 en de buitenroede nummer 288.
De 5,80 m lange, gietijzeren bovenas uit 1880 is gegoten door de Prins van Oranje en heeft nummer 1241.
De vang is een Vlaamse vang, die bediend wordt met een wipstok.
Het luiwerk is een sleepluiwerk met een extra luias met riemschijven. In 2002 is er voor het met de hand luien een gaffelwiel aangebracht.

## Overbrengingen
- De overbrengingsverhouding van de 17der maalstenen is 1 : 7,73 en die naar de pelsteen 1 : 10,3.
- Het bovenwiel heeft 92 kammen en de bovenschijfloop heeft 32 staven. De koningsspil draait hierdoor 2,875 keer sneller dan de bovenas. De steek, de afstand tussen de staven, is 9,5 cm.
- Het spoorwiel heeft 86 kammen en het steenrondsel van de maalsteen 32 staven en die van de pelsteen 24 staven. Het steenrondsel van de maalsteen draait hierdoor 2,69 keer sneller dan de koningsspil en 7,73 keer sneller dan de bovenas.  Het steenrondsel van de pelsteen draait hierdoor 3,58 keer sneller dan de koningsspil en 10,3 keer sneller dan de bovenas. De steek is 8,2 cm.

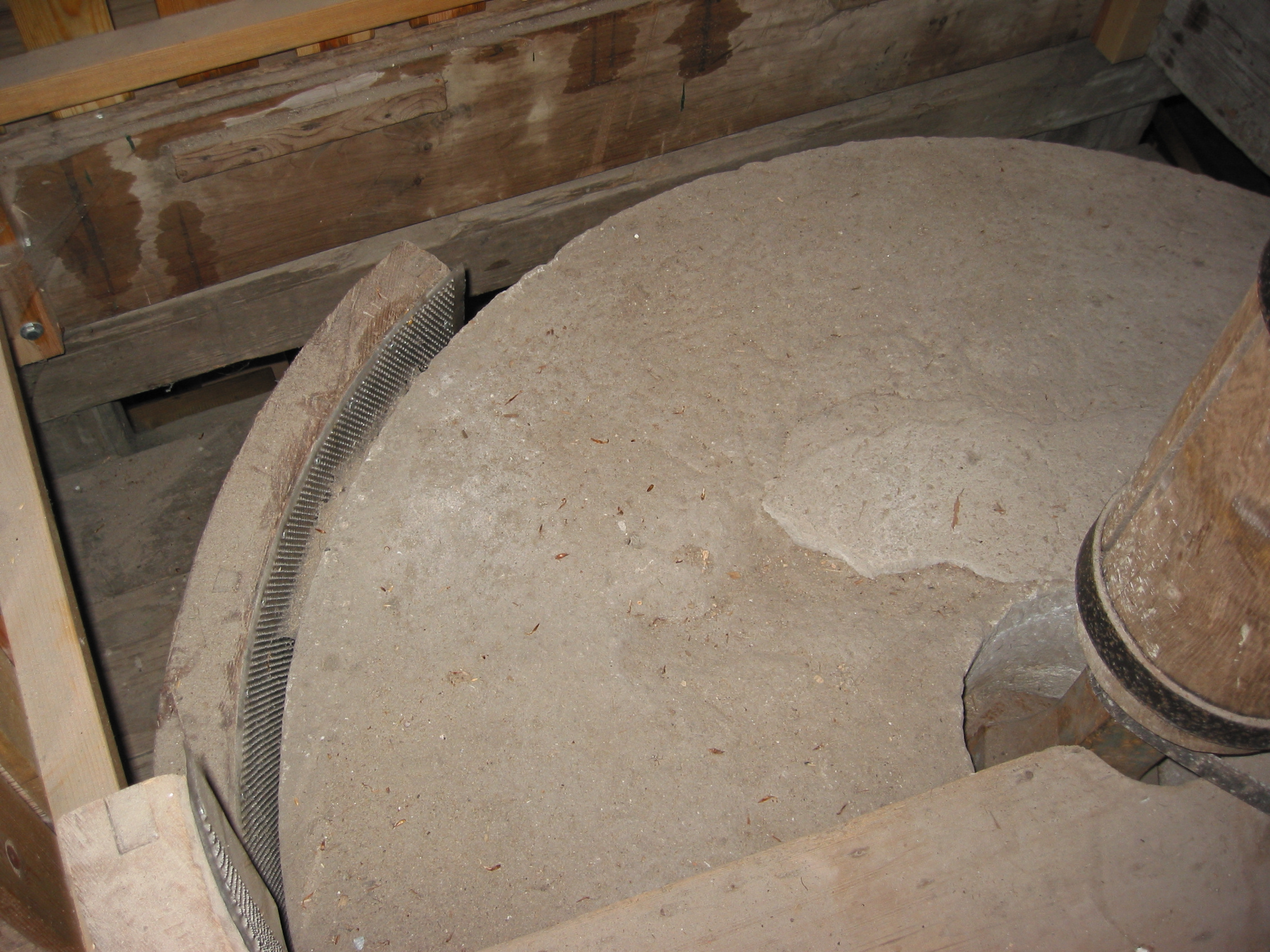
Pelsteen met pelblik
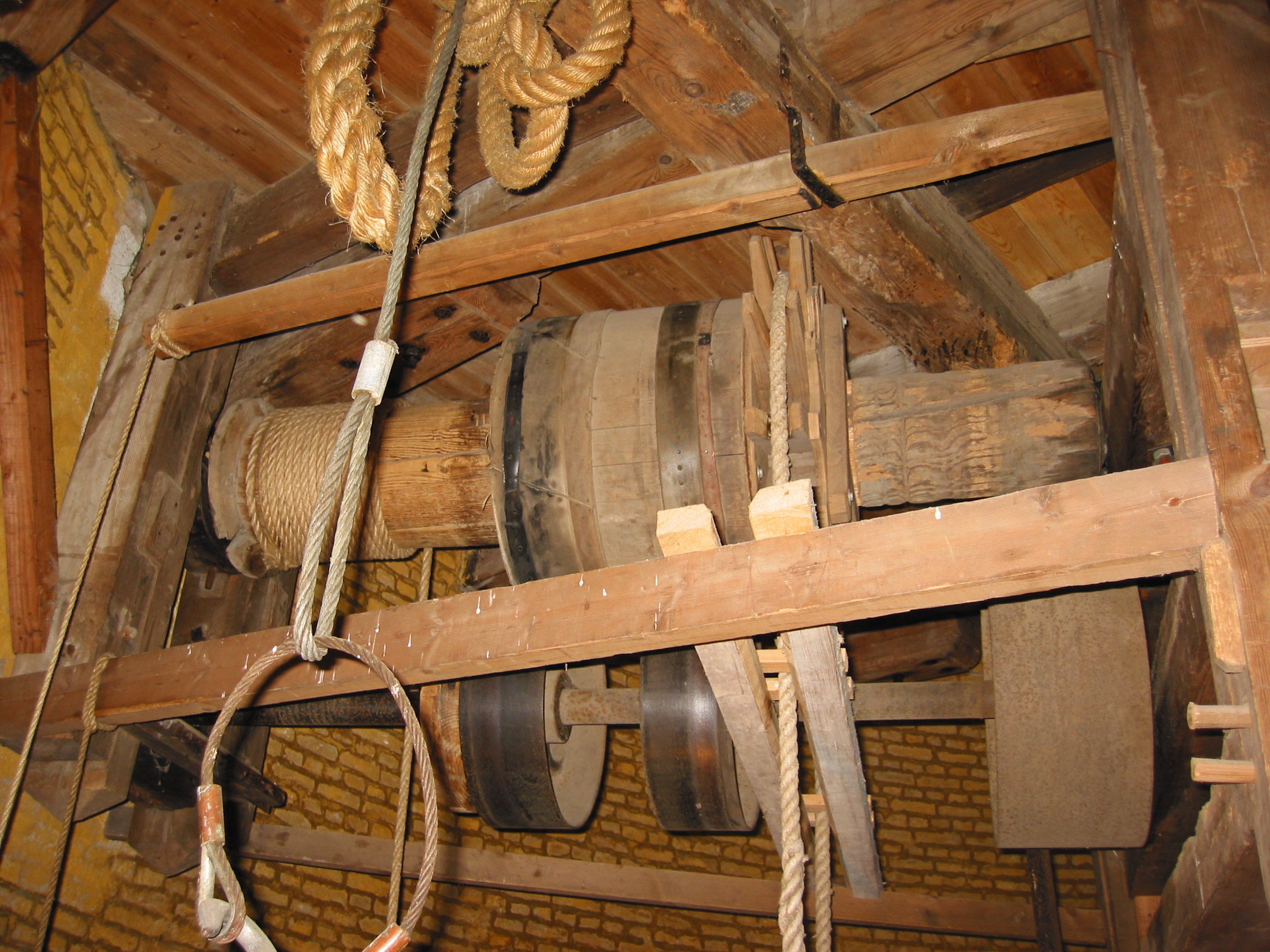
Luiwerk
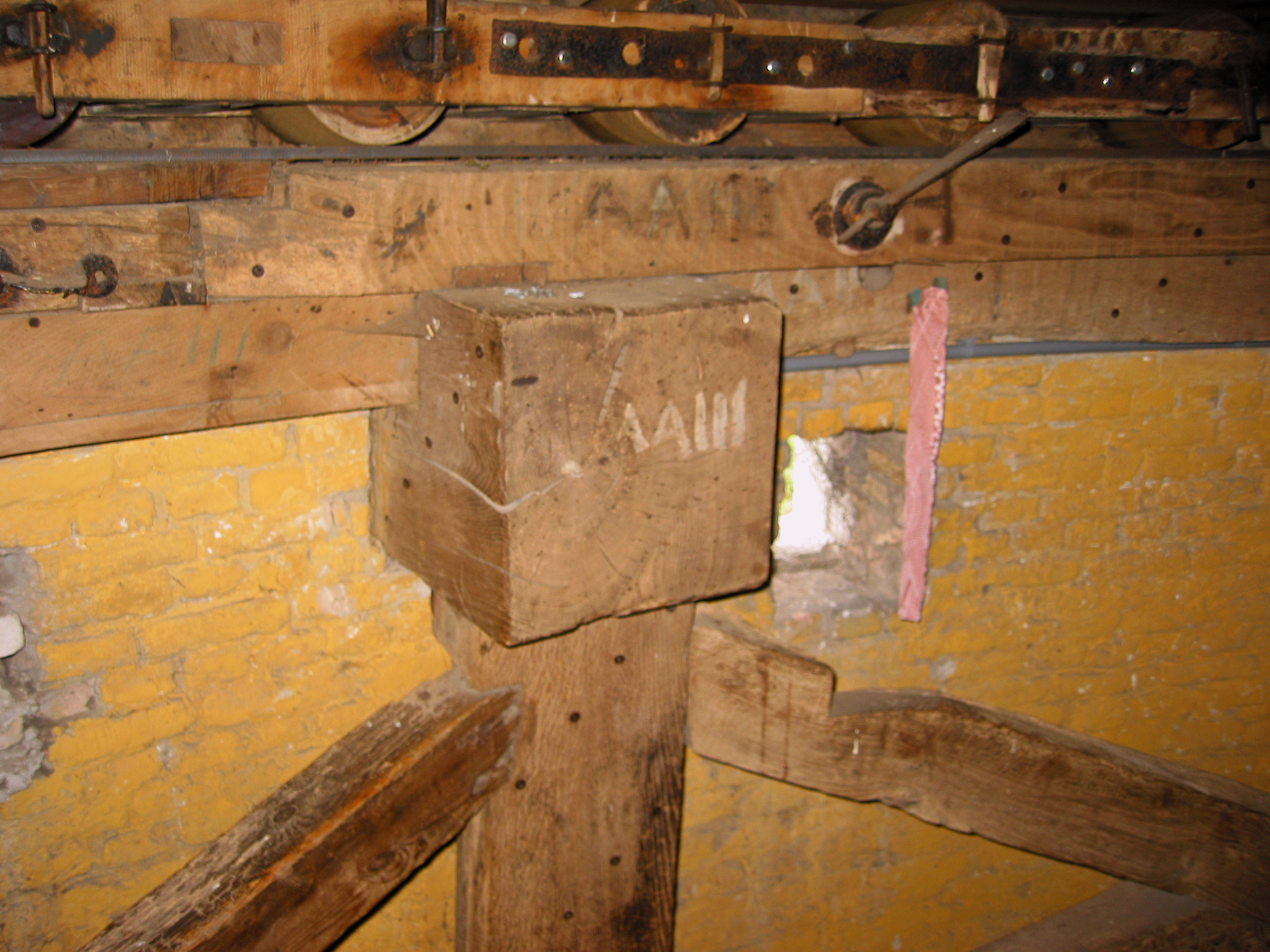
Boventafelement met blokkeel
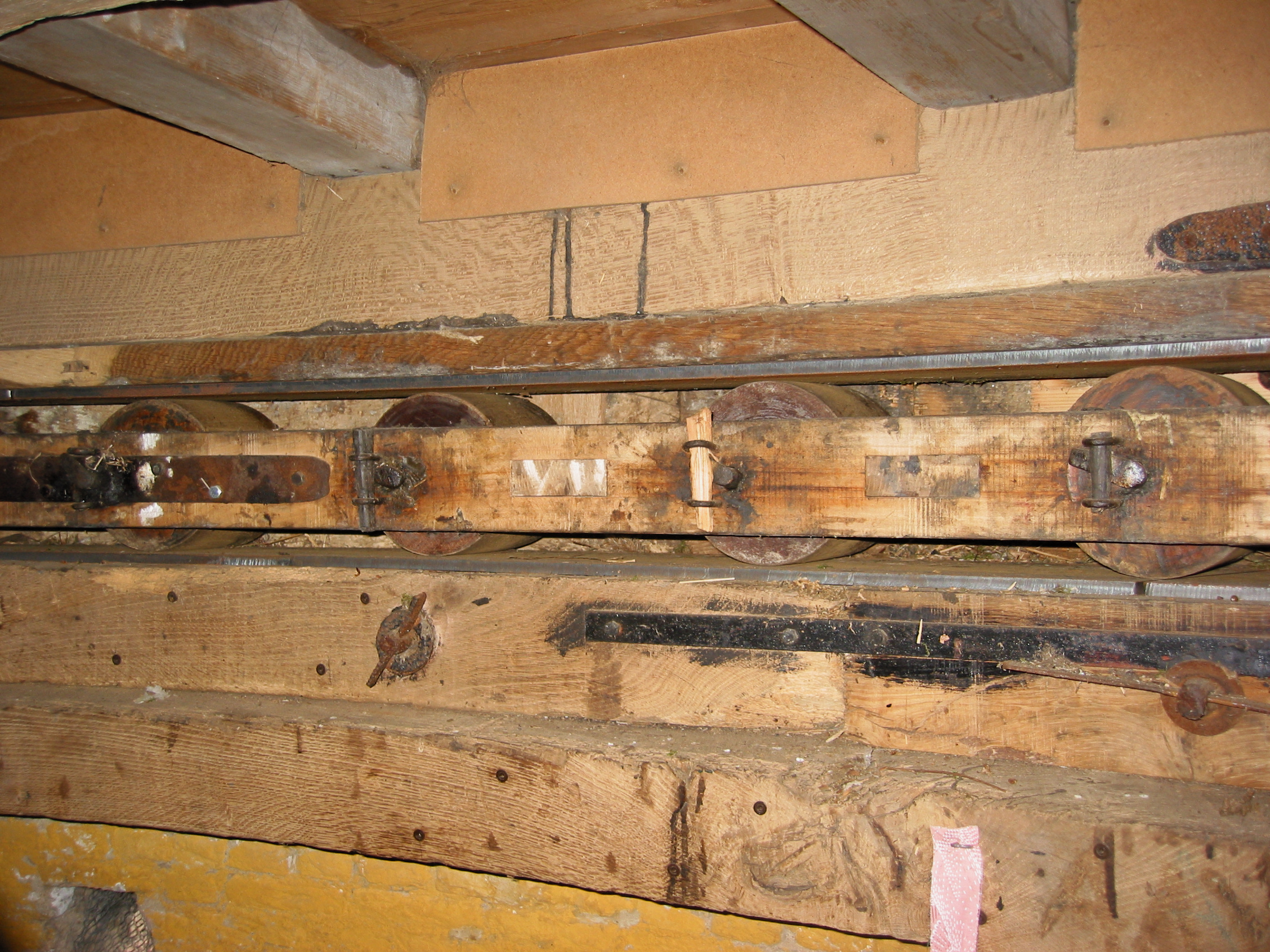
Kruiwerk